# Фокин, Александр Иванович (Герой Советского Союза)
Александр Иванович Фокин (15 ноября 1911 — 15 мая 1989) — командир роты автоматчиков 172-го гвардейского полка 57-й гвардейской стрелковой дивизии, 8-й гвардейской армии, майор, Герой Советского Союза (1945).

## Биография
Александр Иванович Фокин родился 15 ноября 1911 года в деревне Палкино Старицкого уезда Тверской губернии (ныне Лотошинского района Московской области) в семье крестьянина, русский.
По окончании начальной школы жил в Москве и работал комендантом на заводе. В РККА служил с 1933 по 1935 год и с мая 1942 года. Окончил ускоренный курс Московского военного пехотного училища имени Верховного Совета РСФСР в 1943 году. В действующую армию был направлен в феврале 1943 года.
Командир роты автоматчиков 172-го гвардейского стрелкового полка (57-я гвардейская стрелковая дивизия, 8-я гвардейская армия, 1-й Белорусский фронт) гвардии старший лейтенант А. И. Фокин, в боях 1 августа 1944 года, в числе первых форсировал реку Вислу в районе села Магнушев (Польша). Рота Фокина выбила противника из первых траншей, способствовала переправе других подразделений 172-го гвардейского стрелкового полка.
Звание Героя Советского Союза присвоено 24 марта 1945 года.
После войны продолжил службу в Красной Армии. С 1961 года в звании майора ушёл в запас. Жил и работал в Москве.
Умер 5 мая 1989 года. Урна с прахом захоронена в колумбарии на Ваганьковском кладбище.

## Награды и звания
- Герой Советского Союза (Указ Президиума Верховного Совета СССР от 24 марта 1945 года):
  - орден Ленина № 52135,
  - медаль «Золотая Звезда» № 7643;
- орден Красного Знамени[1];
- орден Александра Невского[2];
- орден Отечественной войны I степени[3];
- орден Отечественной войны I степени[4];
- орден Отечественной войны II степени[5];
- орден Красной Звезды[6];
- орден Красной Звезды[7];
- орден Красной Звезды;
- медаль «За победу над Германией в Великой Отечественной войне 1941—1945 гг.» (Указ Президиума Верховного Совета СССР от 9 мая 1945 года);
- медали СССР.

## Память
- Имя А. И. Фокина увековечено в воинском мемориале на Поклонной горе города Москва.
- Имя А. И. Фокина присвоено муниципальному учреждению Савостинской средней школе Лотошинского района[8].